# Бранко Бојовић
Бранко Бојовић Бане (познат и као Бане Саншајн, Грумбовски; Београд, 1969) српски је реп и рок музичар, фронтмен групе Саншајн и један од зачетника реп музике у Србији и бившој Југославији.

## Биографија
Бранко је рођен 17. септембра 1969. године у Београду, на Новом Београду, где је и одрастао. Музичку каријеру започео је средином осамдесетих година, а прве демо снимке издаје 1988. године у новобеоградској групи Green Cool Pass чији је такође био фронтмен. Прве студијске песме са својом тадашњом групом издаје 1991. године.
Након распада групе, Бане оснива нову групу Саншајн, 1993. године. У периоду 1987—1988 живео је у Америци, где је по повратку у Југославију решио да понуди своје виђење реп музике и сматра се једним од њених зачетника у Србији и бившој Југославији. Од самог почетка каријере, Бане и група Саншајн свој звук су засновали на директним и провокативним текстовима и јаком ритму, што их је издвајало од других извођача.
Поред рада у групи Саншајн, Бане се опробао као глумац, у филму Један на један (као Кома), где је играо једну од главних улога и филму Систем (као инспектор) Снимио је музичке нумере за неколико домаћих филмова - за филм С/Кидање, Један на један, филм До коске и за многе друге.
Бане и његова супруга Деа венчали су се 2015. године на Карибима

## Дискографија
Са групом Саншајн издао је шест албума, три ЕПа, један сингл и једну компилацију
- Љубавна ликвефакција, 1995, Југодиск
- Ш. Г. Т. М., 1996, Метрополис
- Кокане (сингл), 1997, Метрополис
- Љубавна ликвефакција (реиздање), 1995, Метрополис
- Нећу да се предам, 1998, Метрополис
- Лајв! (концертни албум), 2001, Метрополис
- Ша било?!, 2002, Комуна
- Again gettin' wicked (сингл), 2005, Комуна
- Fight the devil, 2007, Мултимедија рекордс
- Нина-Нана, 2011, МТВ Адрија
- Sun, 2012, МТВ Адрија